# Torymus subnudus
Torymus subnudus är en stekelart som beskrevs av Boucek 1978. Torymus subnudus ingår i släktet Torymus och familjen gallglanssteklar. Inga underarter finns listade i Catalogue of Life.